# مشاعر أدق
«فاينر فيلنغز» (بالإنجليزية: Finer Feelings)‏ أو «مشاعر أدق» هو أغنية للفنانة الأسترالية كايلي مينوغ. وكان الإصدار الأخير من ألبوم ليتس غيت تو إت وكان من المقرر أن تتبع «وورد إز آوت»، لكن الموعد تأجل بعد إصدار «إف يو وير ويذ مي ناو». أصدرت الأغنية في النهاية في أبريل 1992، وأنتج ريمكس من قبل براذرز إن ريذم (وواصلت مينوغ التعاون معهم خلال التسعينات، واستمرت بالتعاون مع ستيف أندرسون حتى الوقت الحاضر)، ووصلت إلى المركز 11 في المملكة المتحدة.
في أستراليا، كانت هذه الأغنية أضعف أداء لمينوغ على قائمة الأغاني حتى تلك اللحظة، حيث بلغت المركز 60 في ظهورها الأول على قائمة أريا 100 للاغاني في 5 يوليو 1992. كانت هذه أغنية كايلي الوحيدة الي تغيب عن الخمسين الأوائل في أستراليا حتى عام 2010 عندما وصلت أغنيتها «غيت أوتا ماي واي» إلى المركز 69.
ظلت الأغنية مفضلة لدى المعجبين وغنت مينوغ مقاطع منها خلال جولة كايلي فيفر 2002 وجولة شوغيرل: هوم كامينغ رغم أنها لم تدرج على ألبومها التجميعية الأخيرة، في نهاية المطاف كايلي. ومن الجدير بالذكر أن الوجه الثاني لها «كلوسر» تختلف عن الأغنية التي تحمل نفس العنوان من ألبومها أفروديت عام 2010.
أعادت كايلي تسجيل الأغنية عام 2011 ونشرها على قناتها الرسمية على يوتيوب في 25 يناير 2012. وأدخلت ألبوم آبي رود سيشنز.